# Dictyocaulus
Dictyocaulus ist eine Gattung der Lungenwürmer, die bei Paarhufern parasitieren. Eine Art, Dictyocaulus arnfieldi, ist ein Lungenparasit bei Pferden, Zebras und Eseln.

## Merkmale
Dictyocaulus sind schlanke Fadenwürmer mit weißer oder grauer Farbe und bis zu 10 cm Länge. Ihre Größe und Lokalisation in den Bronchien und der Luftröhre sind bereits diagnostisch. Die Mundhöhle und die Begattungstasche (Bursa copulatrix) der Männchen sind klein. Die braunen Spicula sind kurz und dick. Mikroskopisch haben sie meist eine körnige Erscheinung.

## Lebenszyklus
Die Weibchen sind ovovivipar. Die Larve schlüpft kurz nach der Eiablage wandert die Luftröhre Richtung Rachen, wird abgeschluckt und gelangt mit dem Kot in die Außenwelt. Die Darmzellen sind mit Nahrungsreserven gefüllt, so dass während der gesamten Larvenentwicklung keine Nahrungsaufnahme erfolgt. Innerhalb von fünf Tagen häutet sich die Larve zweimal zur Larve 3. Sie kriecht aus eigener Kraft an Pflanzen hoch oder wandern an den Stiele von Pilzen der Gattung Pilobolus nach oben und werden dann mit den Sporangien im Luftstrom verteilt. Die Larve 3 wird beim Grasen aufgenommen. Sie durchbohrt die Darmschleimhaut und gelangt zu den Mesenteriallymphknoten, wo sie sich zur Larve 4 häutet. Diese gelangt mit der Lymphe und dann mit dem Blut in die Lunge. Hier durchdringt sie die Lungenkapillaren und ist etwa eine Woche nach der Infektion in den kleinen Bronchiolen anzutreffen. Hier findet nach ein paar Tagen die letzte Häutung zu den Adulten statt, welch in die Bronchien aufsteigen.

## Arten
- Dictyocaulus arnfieldi
- Dictyocaulus capreolus
- Dictyocaulus cervi
- Dictyocaulus eckerti
- Dictyocaulus filaria
- Dictyocaulus noerneri
- Dictyocaulus viviparus
- Dictyocaulus xanthopygus